# Michal Novotný (herec)
Michal Novotný (* 11. dubna 1979 Kolín) je český herec, bavič, moderátor a dabér.

## Životopis
Po maturitě na kutnohorském Gymnáziu Jiřího Ortena vystudoval herectví na DAMU (2001).
Od roku 2002 do roku 2016 byl stálým členem činohry Divadla na Vinohradech, kde dostal přezdívku "Herecká bonsaj". Hostoval v Národním divadle, hraje v Divadle Palace a účinkoval na Letních shakespearovských slavnostech.
Hrál v seriálech Redakce, Čapkovy kapsy, Ordinace v růžové zahradě 2, Život je ples a ve filmech Snowboarďáci, Setkání s hvězdou: Dagmar Havlová a dalších. V kriminálním seriálu Kriminálka Anděl natáčeném podle skutečných kriminálních případů hrál dokumentaristu Rudolfa Uhlíře.
V roce 2013 byl nominován na Cenu TýTý 2012 v kategorii Objev roku.
V roce 2017 nahradil Ondřeje Sokola v improvizační show Partička a od té doby je jejím členem, kde také získal přezdívku "Bohouš". V únoru 2024 se na něj upřela pozornost medií v souvislosti s jeho kontroverzními výroky o homosexuálech a o lidech s nadváhou.

## Filmografie
- 2001 – Otec neznámý aneb Cesta do hlubin duše výstrojního náčelníka (film)
- 2002 – Brouk v hlavě (film)
- 2002 – O ztracené lásce (TV seriál)
- 2003 – Mazaný Filip (film)
- 2003 – Kobova garáž (film)
- 2004 – Snowboarďáci (film)
- 2004 – Non Plus Ultras (film)
- 2004 – Redakce (TV seriál)
- 2004 – Místo nahoře (TV seriál)
- 2005 – To nevymyslíš! (TV seriál)
- 2005 – Zvoňte dvakrát! (TV pořad)
- 2005 – Snowboarďáci (TV seriál)
- 2006 – 100 + 1 princezna (film)
- 2006 – O malíři Adamovi (film)
- 2006 – Vřesový trůn (film)
- 2007 – Chyťte doktora (film)
- 2008 – Tobruk (film)
- 2008 – O bílé paní (film)
- 2008 – Vy nám taky, šéfe! (film)
- 2008–2014 – Kriminálka Anděl (TV seriál)
- 2009 – Poste restante (TV seriál)
- 2009 – Proč bychom se netopili (TV seriál)
- 2009 – Klub osamělých srdcí (film)
- 2010 – Doktor od jezera hrochů (film)
- 2010 – Famílie (záznam divadelního představení)
- 2010 – Přešlapy (TV seriál)
- 2010 – Ach, ty vraždy! (TV seriál)
- 2011 – Čapkovy kapsy (TV seriál)
- 2011 – Marie Stuartovna (záznam divadelního představení)
- 2011 – Muži v naději (film)
- 2011 – Odcházení (film)
- 2011 – Všechno nejlepší (TV pořad)
- 2012 – Život je ples (TV seriál)
- 2012 – Setkání s hvězdou (TV seriál)
- 2012 – Labyrint (film)
- 2012 – Stín smrtihlava (film)
- 2012–2017 – Vtip za stovku! (TV pořad)
- 2013 – Barrandovský čumáček (TV pořad)
- 2013 – Něžné vlny (film)
- 2013–2021 – Ordinace v růžové zahradě (TV seriál)
- 2014 – Růža (dokumentární film)
- 2015 – Dobrovolní hasiči roku 2015 (TV pořad)
- 2016 – Pravý rytíř (film)
- 2016 – Brouk v hlavě (záznam divadelního představení)
- 2016 – V.I.P. vraždy (TV seriál)
- 2016–2017 – Kdo to ví? (TV pořad)
- 2016–2018 – Jetelín (TV seriál)
- 2017–2018 – Ohnivý kuře (TV seriál)
- 2017–dosud – Partička (TV pořad, improvizační show)
- 2018 – S pravdou ven (TV pořad)
- 2018 – 3 + 1 z Jetelína (TV seriál)
- 2018 – Amadeus (záznam divadelního představení)
- 2018–2019 – Krejzovi (TV seriál)
- 2019 – Parta z penzionu (TV pořad)
- 2019 – Dáma a Král (TV seriál)
- 2019–2020 – Kameňák (TV seriál)
- 2020 – Štěstí je krásná věc (film)
- 2020 – Tajemství karmy (film)
- 2021 – Dimenze (film)
- 2022 – Andělské pohádky ze starého mlýna (film)
- 2022 – Devadesátky (TV seriál)

### Dabing
- 1976 – Já, Claudius (TV seriál)
- 2000 – Buzz Rakeťák z Hvězdného velení (TV seriál)
- 2003 – Lidé z předměstí (film)
- 2003 – Krotitelé duchů (film)
- 2003 – Krotitelé duchů 2 (film)
- 2004 – Kat (film)
- 2005 – Strašpytlík (film)
- 2005 – Můj auťák Brouk (film)
- 2006 – Srdcem jinde (film)
- 2006 – Něco na té Mary je (film)
- 2006 – Elisa z Rivombrosy (TV seriál)
- 2006 – Annapolis (film)
- 2007 – Ratatouille (film)
- 2007 – Ratatouille (hra)
- 2007 – Šprti (film)
- 2007 – Můj život ve vzduchu (film)
- 2007 – Ghost Rider (film)
- 2008 – Žbluňk! (film)
- 2008 – VALL-I (film)
- 2008 – Svatba jako překvapení (film)
- 2008 – Nejkrásnější hádanka (film)
- 2008 – Kung Fu Panda (film)
- 2008 – Rallye smrti (film)
- 2008 – Bolt – pes pro každý případ (film)
- 2008 – Slečna Marplová: V hotelu Bertram (film)
- 2008–2013 – Moje rodina (TV seriál)
- 2009 – Tady Reed Fish (film)
- 2009 – Ztraceni v lásce (film)
- 2009 – Noc v muzeu 2 (film)
- 2009 – Monstra vs. Vetřelci (film)
- 2009 – Ničivá hrozba (film)
- 2009 – Líbej mne, hlupáčku (film)
- 2009 – Polda z Marsu (TV seriál)
- 2009 – Zvíře (TV seriál)
- 2009–2014 – Jak jsem poznal vaši matku (TV seriál)
- 2010 – Spartakus (TV seriál)
- 2010 – Tara a její svět (TV seriál)
- 2010 – Vše, co jste kdy chtěli vědět o cestování v čase (film)
- 2010 – Povýšení (film)
- 2010 – Mr. Brooks (film)
- 2010 – Gulliverovy cesty (film)
- 2010 – Kung Fu Panda slaví svátky (film)
- 2011 – Máma mezi Marťany (film)
- 2011 – Šmoulové (film)
- 2011 – Vysvobození (film)
- 2011 – Pravidla milostného provozu (TV seriál)
- 2011 – Bobovy burgery (TV seriál)
- 2012 – Můj život není romantická komedie (film)
- 2012 – Americké válečné lodě (film)
- 2012 – Advokátní kancelář (film)
- 2013 – Take This Waltz (film)
- 2013 – Smrtonosná past: Opět v akci (film)
- 2016 – Zkažená úča (film)
- 2017 – Rush: A Disney-Pixar Adventure (hra)
- 2017–2018 – Dům z karet (TV seriál)
- 2018 – Vojna a mír (TV seriál)
- 2018 – Black Panther (film)
- 2018 – Avengers: Infinity War (film)
- 2019 – Avengers: Endgame (film)
- 2020 – The Prom (film)
- 2020 – Ježíš Nazaretský (film)
- 2020 – Amundsen (film)

## Divadlo

### Vybrané divadelní role
- Divadlo na Vinohradech
  - Od 1996 – Brouk v hlavě (Štěpán)[15]
  - 2001–2003 – Král Jan (Ludvík)[16]
  - 2002–2003 – Lysistrata (Silikon)[17]
  - 2003 – Don Juan (Filip)[18]
  - 2003 – Cesta Karla IV. do Francie a zpět (1. dveřník)[19]
  - 2003–2004 – Othello (Pán)[20]
  - 2003–2004 – Král jelenem (Leandro, Pantaloneův syn, milenec Clarice)[21]
  - 2003–2005 – Krejčovský salon (Jean)[22]
  - 2004–2005 – Tomáš Becket aneb Čest boží (Sekretář)[23]
  - 2004–2006 – Lo Stupendo aneb Tenor na roztrhání (Poslíček) – vystupoval v alternaci s Ladislavem Hamplem[24]
  - 2005–2006 – Tango sólo (Hans)[25]
  - 2005–2012 – Donaha! (Dave Bukatinski)[26]
  - 2006–2014 – Jistě, pane ministře (Ron Watson, tajemník odborů zaměstnanců v dopravě) – vystupoval v alternaci s Ladislavem Potměšilem a Martinem Stropnickým[27][28]
  - 2006–2008 – Shakespeare v Hollywoodu (Daryl)[29]
  - 2006–2008 – Richard Druhý (Aumerle)[30][31]
  - 2007 – Famílie aneb Dědictví otců zachovej nám, pane (Nick Cristano)[32]
  - 2007 – Bláznivá ze Chaillot (La Folle de Chaillot) (Prospektor)[33]
  - 2008–2009 – Na krásné vyhlídce (Karel)[34]
  - 2009 – Obchodník s deštěm (Jim)[35]
  - 2009–2010 – Vojcek (Plukovník Tambor)[36]
  - 2009–2010 – Mumraj (Aleksej)[37][38]
  - 2009–2012 – Zkouška orchestru (2. bicí)[39]
  - 2010–2013 – Marie Stuartovna (Hrabě Aubespine)[40]
  - 2010–2012 – Naprosto neuvěřitelná událost o dvou dějstvích: Ženitba aneb Mene tekel, méně Tekel (Starikov / Kupido)[41]
  - 2010–2011 – Fidlovačka aneb Kde domov můj? (Jaroslav Klein, Čech)[42]
  - 2010–2011 – Zámek (Artur)[43]
  - 2011–2012 – Tartuffe – vystupoval ze záznamu[44]
  - 2012–2013 – Mocná Afrodité (Ricky)[45]
  - 2012–2013 – Byl jsem při tom – vystupoval ve filmové dotáčce[46]
  - 2012 – Měsíc pro smolaře (James Tyrone)[47]
  - 2012–2014 – Jak udělat kariéru snadno a rychle (J. Pierrepont Finch)[48]
  - Od 2012 – Zkrocení zlé ženy (Grumio)[49]
  - Od 2013 – Andorra (Voják)[50]
  - Od 2014 – Rod Glembayů (JUDr. Puba Fabriczy – Glembay, advokát, syn Tita Andronika Fabriczyho)[51]
  - Od 2014 – Amadeus (Josef II., rakouský císař)[52]
- Divadelní spolek Kašpar (Divadlo v Celetné)
  - 2001 – O baronovi z Hopsapichu (Kolohnát, Rytmistr Šviháček)[53]
- Pražské komorní divadlo (Divadlo Ponec)
  - 2001 – Loupežníci[54]
- Agentura Harlekýn
  - Od 2006 – Lo Stupendo aneb Tenor na roztrhání (Poslíček) – vystupuje v alternaci s Ladislavem Hamplem[55]
- Národní divadlo (Stavovské divadlo)
  - 2006 – Miniatury (tančil / mluvil)[56]
- Národní divadlo
  - 2007–2008 – Otec (Antonín) – vystupoval v alternaci s Lukášem Příkazkým[57]
  - 2007–2008 – Doma (Josefek)[57]
- Letní shakespearovské slavnosti
  - Od 2009 – Veselé paničky windsorské (Tintítko)[58]
- Divadlo Palace
  - Od 2011 – Prachy!!! (Slater)[59]
- Agentura AP Prosper (Divadlo Palace)
  - 2011 – Smrtelná vražda (Ted)[60]
- Divadlo Hybernia
  - Od 2014 – Antoinetta – královna Francie – vystupuje v alternaci s Romanem Vojtkem[61]